# Łyczanka (Ukraina)
Łyczanka (ukr. Личанка) – wieś na Ukrainie, w obwodzie kijowskim, w rejonie buczańskim, w hromadzie Dmytriwka. W 2001 liczyła 1000 mieszkańców, spośród których 989 wskazało jako ojczysty język ukraiński, a 11 rosyjski.